# روجر ويلسون (لاعب اتحاد الرغبي)
روجر ويلسون (بالإنجليزية: Roger Wilson)‏ هو لاعب اتحاد الرغبي بريطاني، ولد في 21 سبتمبر 1981 في بلفاست في المملكة المتحدة.

## وصلات خارجية
- روجر ويلسون على موقع دوري الرغبي الممتاز (الإنجليزية)
- روجر ويلسون عل موقع إسبنسكروم (الإنجليزية)
- روجر ويلسون على موقع ItsRugby.co.uk (الإنجليزية)